# 保爾縣
保爾縣是西非島國佛得角的22個縣之一，位於向風群島的聖安唐島，首府設於蓬巴什，面積54平方公里，主要經濟活動有農業和旅遊業，2010年人口8,771。
17°07′12″N 25°01′30″W / 17.12°N 25.025°W